# Harry Boldt
Harry Boldt (ur. 23 lutego 1930 w Insterburgu) – niemiecki jeździec sportowy. Wielokrotny medalista olimpijski.
Sukcesy odnosił w ujeżdżeniu. Brał udział w dwóch igrzyskach na przestrzeni dwunastu lat (IO 64, IO 76), na obu zdobywał medale. Pierwszy start zaliczył pod olimpijską flagą (wspólna niemiecka ekipa), drugi w barwach RFN. Podczas obu imprez zajmował drugie miejsce w konkursie indywidualnym i triumfował w rywalizacji drużynowej.

## Starty olimpijskie (medale)
Tokio 1964
- konkurs drużynowy (na koniu Remus) – złoto[2]
- konkurs indywidualny (Remus) – srebro[2]

Montreal 1976
- konkurs drużynowy (Woycek) – złoto[2]
- konkurs indywidualny (Woycek) – srebro[2]